# Trassierungsstein

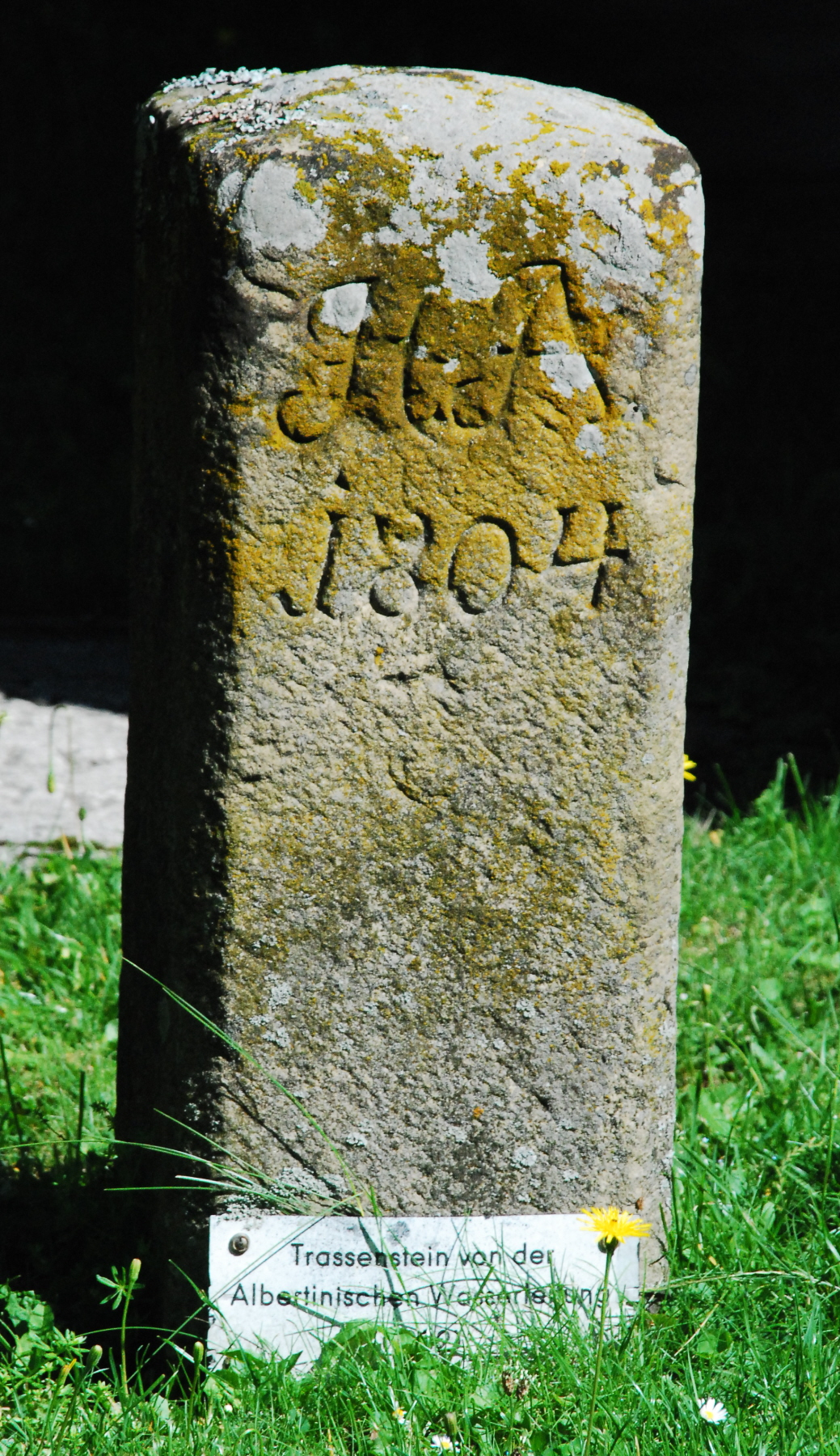
Aus dem Jahr 1804 stammender Trassierungsstein der Albertinischen Wasserleitung in Wien, ausgestellt im Wasserleitungsmuseum Kaiserbrunn

Ein Trassierungsstein oder kurz Trassenstein ist eine oberirdische Markierung für eine unterirdisch verlegte Rohrleitung oder ein Erdkabel, analog den Hinweisschildern zu Straßeneinbauten. Er ähnelt gestalterisch einem Grenzstein und wird gesetzt um, insbesondere auf Fremdgrund, den genauen Verlauf einer Leitung für den jeweiligen Grundstücksbesitzer optisch eindeutig erkennbar zu machen. Ein eindeutig gekennzeichneter Verlauf ist unbedingt notwendig, um Beschädigungen der Leitung, zum Beispiel durch schwere Arbeitsgeräte oder Fremdgrabungen, zu vermeiden und um die eindeutige Auffindbarkeit im unwegsamen Gelände zu gewährleisten. Nur in Stollenbereichen werden üblicherweise keine Markierungen an der Oberfläche gesetzt.
Die II. Wiener Hochquellenleitung in Wien beispielsweise wird in der Rohrachse alle 100 Meter durch Trassensteine markiert, die somit zugleich als Hektometersteine dienen. Sie sind weiß gestrichen und mit der Kilometrierung in schwarzer Farbe beschriftet. Auf geraden Streckenabschnitten ist die oberste Fläche dabei glatt und horizontal. Am Beginn beziehungsweise am Ende eines Bogens ist die obere Fläche des Steins hingegen glatt und in Richtung des Bogens geneigt, im Bereich des Bogens erfolgt die Oberflächenneigung zum Mittelpunkt der Krümmung. Dadurch ist die Leitung auch in unwegsameren Gebieten an der Oberfläche leichter auffindbar.
Während die Setzung von Trassensteinen früher kein Problem darstellte, da die Arbeitsgeräte und Bewirtschaftungsflächen wesentlich kleiner waren, ergaben sich mit Aufrüstung beziehungsweise
Vergrößerung der maschinellen Ausrüstung im land- und forstwirtschaftlichen Bereich Probleme, da die Trassensteine einer Bewirtschaftung der mittlerweile größeren Wirtschaftsflächen mit voluminöseren und schwereren Geräten oftmals im Weg stehen und Mäharbeiten oder Forstarbeiten behindern. Mitunter wünschen Grundbesitzer daher die Versetzung oder Entfernung von Trassensteinen.

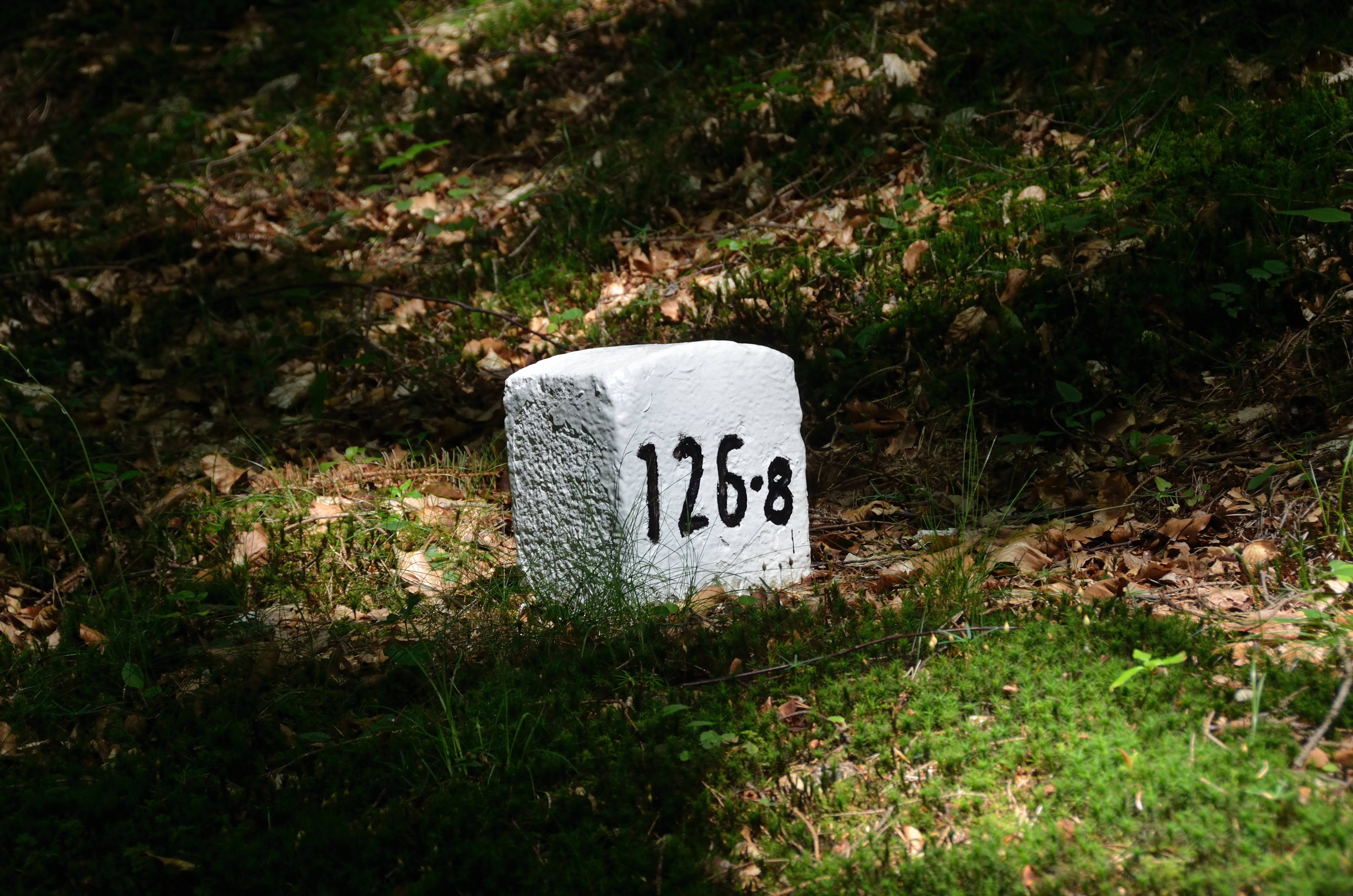
Trassenstein der II. Wiener Hochquellenleitung beim Kilometer 126,8
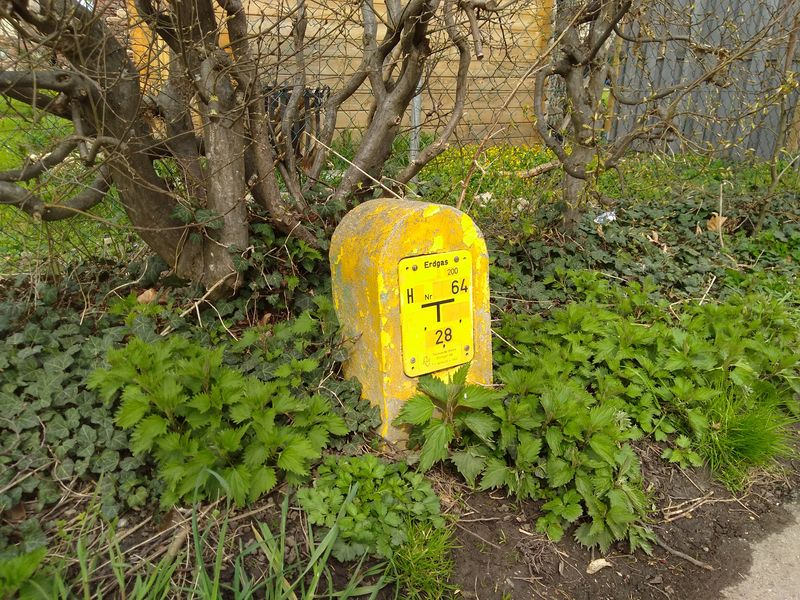
Trassenstein einer unterirdischen Erdgasleitung in Weil der Stadt